# Anastacia
Anastacia Lyn Newkirk (n. 17 septembrie 1968, Chicago, Illinois, SUA) cunoscută sub numele de Anastacia este o cântăreață, textieră și producătoare muzicală americană. Ea a debutat în anul 2000 cu ajutorul cântecului „I'm Outta Love” ce a devenit în scurt timp un succes la nivel european, unde a obținut locul 1. Înregistrarea a fost inclusă pe materialul discografic Not That Kind, lansat la finele aceluiași an. Discul a fost urmat în 2001 de Freak of Nature, material ce include șlagărele „Paid My Dues” și „One Day in Your Life”, cele două ajutând albumul să obțină vânzări de peste șase milioane de exemplare la nivel global.
La începutul anului 2003 interpreta a fost diagnosticată cu cancer mamar, fiind nevoită să își întererupă activitatea artistică pe o perioadă nedeterminată. Un an mai târziu, solista și-a anunțat revenirea pe piața muzicală prin intermediul discului single „Left Outside Alone” ce a devenit un succes la nivel mondial, ocupând locul 1 într-o serie de țări și teritorii europene. Acesta a fost succedat de albumul Anastacia, ce s-a comercializat în peste zece milioane de unități la nivel internațional și de extrasele pe single „Sick and Tired”, „Welcome to My Truth” și „Heavy on My Heart”, care au sporit popularitatea materialului. O compilație a fost lansată un an mai târziu, aceasta fiind intitulată Pieces of a Dream.
Pe data de 21 aprilie 2007 Anastacia s-a căsătorit cu bodyguardul său Wayne Newton în cadrul unei ceremonii ce a avut loc în Mexic. Albumul Heavy Rotation, cel de-al patrulea material de studio din cariera artistei, a fost la finele anului 2008, însă discul nu s-a bucurat de succesul înregistrat de predecesorii săi. Pe parcursul carierei sale artistice, Anastacia a vândut peste 85 de milioane de albume la nivel global.
În 2014, Anastacia a lansat cel de-al șaselea album de studio, Resurrection, care a ajuns în top zece din mai multe țări, printre care Italia, Germania și Regatul Unit. În 2015 a lansat Ultimate Collection, care a ajuns până în top zece albume din clasamentul Regatului Unit, fiind al șaselea album care reușește această performanță. Până în 2015 a vândut peste 30 de milioane de albume la nivel mondial.

## Anii copilăriei și începuturile muzicale
Anastacia Lyn Newkirk s-a născut în orașul american Chicago pe data de 17 septembrie 1968, într-o familie ai cărei membri făceau parte din lumea divertismentului. Tatăl său, Robert Newkirk, care este de origine germană, a lucrat ca solist în diverse cluburi de noapte, iar mama sa, actrița Diane Hurely, interpreta piese de teatru pe scenele Broadway. La vârsta de doar trei ani, tatăl său, care prezenta o formă de tulburare bipolară, a părăsit familia. În timpul adolescenței, Anastacia s-a mutat în orașul New York alături de mama sa, de sora sa Shawn și fratele Brian.
În ciuda faptului că de la vârsta de treisprezece ani ea suferea de boala Crohn, Anastacia și-a început cariera ca dansatoare, fiind prezentă în videoclipurile cântecelor „Everybody Get Up” și „Twist and Shout” ale grupului muzical Salt-N-Pepa. Anastacia a mai lucrat ca recepționeră, însă a fost concediată pe motiv că „vocea sa era stridentă”. În anul 1998, interpreta a atras atenția casei de discuri Daylight Records după ce a ajuns în faza finală a concursului descoperitor de talente muzicale, The Cut, găzduit de postul de televiziune MTV. Anastacia a ajuns până în faza finală a competiției, fiindu-i astfel oferit un contract de promovare.

## Cariera muzicală

### 1998 — 2001: Debutul discografic și cunoașterea notorietății
După semnarea unui contract de promovare cu casa de discuri Daylight Records, o firmă afiliată companiei Sony Music, Anastacia a început înregistrările pentru albumul său de debut. Discul single ce anunța cariera interpretei a fost lansat în februarie 1999, el fiind intitulat „I'm Outta Love”. Cântecul a beneficiat de un videoclip regizat de Nigel Dick și de o campanie de promovare la nivel mondial. Compoziția a devenit în scurt timp un succes la nivel mondial, ocupând locul 1 în clasamentul european și în ierarhiile din Australia și Noua Zeelandă. În ultima regiune, melodia a staționat în vârful clasamentului timp de șapte săptămâni, primind și un disc de platină. În ciuda succesului întâmpinat la nivel internațional, în țara natală a solistei, „I'm Outta Love” a ocupat doar poziția cu numărul 92 în lista Billboard Hot 100, fiind și singura intrare a artistei în acest clasament. Materialul pe care a fost inclusă înregistrarea, a fost numit Not That Kind și lansat la distanță de câteva luni, până la finele anului fiind promovat în majoritatea țărilor din lume. Grație popularității câștigate de primul single, albumul a ocupat locul 1 în ierarhiile din Elveția, Norvegia, Noua Zeelandă sau Olanda și s-a comercializat în peste cinci milioane de exemplare la nivel global.
Piesa ce dă titlul discului a fost următorul extras pe single, ocupând poziții notabile în Franța, Italia și Regatul Unit, criticii lăudând stilul necomercial al piesei. Înregistrarea a fost produsă de Ric Wake, iar textul a fost scris de Anastacia împreună cu Wil Wheaton și Marvin Young. „Cowboys & Kisses” a beneficiat și el de o campanie de promovare și de un videoclip, acesta fiind regizat tot de Nigel Dick. Spre deosebire de poziționările mulțumitoare ale primelor compoziții, piesa a înregistrat prezențe slabe în clasamente. Not That Kind a primit triplu disc de platină în Australia, Elveția, Noua Zeelandă, Olanda și în Regatul Unit, în ultimul teritoriu comercializându-se în peste un milion de exemplare. Un ultim single a fost lansat în scop promoțional, acesta fiind „Made for Lovin' You”. Sprijinit de o campanie de promovare și un videoclip realizat dintr-un colaj de interpretări live, cântecul a intrat în listele muzicale ale unor țări precum Franța, Olanda sau Regatul Unit.
Pentru succesul obținut în această perioadă Anastacia a primit o nominalizare la gala premiilor MTV Europe Music Awards 2000, la categoria „Cel mai bun artist nou” și a fost recompensată cu un trofeu World Music Awards la aceeași categorie.

### 2001 — 2002: «Freak of Nature» și consolidarea carierei
La mai puțin de doi ani de la promovarea primului produs discografic de studio, Anastacia a lansat discul Freak of Nature în toamna anului 2001. Numele albumului provine din expresia cu care o alinta mama sa în timpul copilăriei, „Freak of Nature” (română capriciu al naturii), din cauza comportamentului capricios. Materialul a fost precedat de promovarea extrasului pe single „Paid My Dues”, ce marca revenirea artistei în fruntea clasamentelor europene. În ciuda succesului întâmpinat pe continentul amintit, în Oceania cântecul nu a reușit să emuleze reușitele înregistrării „I'm Outta Love”, obținând vânzări insuficiente pentru a intra în ierarhia neo-zeelandeză și ocupând poziții mediocre în Australia. Drept consecință, în aceste teritorii albumul nu și-a egalat sau depășit predecesorul. Cu toate acestea, „Paid My Dues” rămâne unul dintre cele mai importante cântece din întreaga carieră a artistei. Freak of Nature s-a comercializat în peste șase milioane de unități la nivel mondial, majoritatea exemplarelor fiind comercializate în Europa, unde a primit diverse certificări în țări precum Elveția, Germania, Norvegia, Olanda sau Regatul Unit.
Al doilea extras pe single a fost înregistrarea „One Day in Your Life”, care a obținut poziționări notabile în Australia, unde a sporit vânzările albumului părinte. Single-ul a intrat și în mai multe clasamente din Europa. Cântecul a beneficiat de promovare și în Statele Unite ale Americii, regiune în care a devenit prima clasare pe locul 1 a interpretei într-o listă a revistei muzicale Billboard, distincție obțintă în ierarhia Billboard Hot Dance Club Play. Mulțumită piesei „One Day in Your Life”, Freak of Nature și-a depășit predecesorul în materie de vânzări, comercializându-se în peste 296.000 de unități doar în această regiune. Ulterior, Anastacia a avut ocazia de a înregistra imnul oficial al Campionatului Mondial de Fotbal 2002, intitulat „Boom”. La scurt timp a fost lansată compoziția „Why'd You Lie to Me”, al cărei videoclip este notabil datorită faptului că interpreta este surprinsă fără ochelari, spre deosebire de precedentele producții ce o prezentau pe artistă într-o astfel de ipostază. De asemenea, coperta discului single este prima în care solista apare fără acest accesoriu. „Why'd You Lie to Me” nu s-a ridicat la nivelul predecesorilor săi în materie de clasări, însă a devenit piesa Anastaciei cu cea mai mare ascensiune în Romanian Top 100, ierarhie unde a ocupat locul 12. Ultima înregistrare lansată în scop promoțional a fost balada „You'll Never Be Alone”, compact discul incluzând și un duet cu Celine Dion. Tot în 2002 solista a fost prezentă la evenimentul VH1 Divas alături de interprete notorii precum Celine Dion, Cher, Mary J. Blige sau Shakira, cu prima realizând și un duet pe șlagărul „You Shook Me All Night Long” al formației AC/DC.
La data de 2 decembrie 2002 a fost lansat DVD-ul The Video Collection, o colecție ce include toate cele zece videoclipuri filmate de artistă până în acel moment al carierei sale. În ianuarie 2003 interpreta a fost diagnosticată cu cancer mamar, fiind nevoită să își suspende activitatea muzicală. În ciuda stării sale de sănătate, Anastacia a fost nevoită să ia parte la filmările unui videoclip pentru cântecul „Love is a Crime”, inclus pe coloana sonoră a filmului Chicago. Cântecul nu a mai fost extras pe disc single, fiind distribuit doar prin intermediul discurilor de vinil. Cu toate acestea, piesa a devenit populară în S.U.A., unde a ocupat 1 în Billboard Hot Dance Club Play.

### 2004 — 2006: Revenirea în muzică, „sprock” și prima colecție de șlagăre
După încheierea tratamentelor care i-au fost indicate, cântăreața și-a reluat activitatea artistică, începând înregistrările pentru un nou material de studio. În timpul procesului de compunere al noilor cântece, solista a combinat diverse genuri muzicale, printre care muzica rock, muzica pop și cea soul, stilul astfel rezultat fiind denumit de Anastacia „sprock”. Primul disc single, „Left Outside Alone”, lansat pe data de 15 martie 2004, reflectă această combinație de elemente muzicale. Cântecul a devenit în scurt timp un succes în Australia și Europa, regiuni unde a obținut clasări favorabile. Compoziția a primit o serie de certificări în majoritatea țărilor europene, înregistrând vânzări notabile în țări precum Australia, Elveția, Germania sau Regatul Unit.

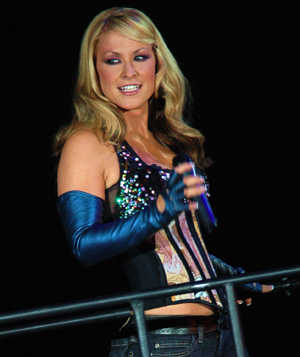
Anastacia în turneul Live at Last.

Materialul pe care a fost inclus „Left Outside Alone” se intitulează Anastacia, el fiind lansat la finele lunii martie a aceluiași an. Artista și-a făcut publice amintirile din timpul înregistrărilor, ea declarând: „Experiența nu a fost plăcută. [...] De obicei eu privesc partea frumoasă a lucrurilor, dar de această dată nu am găsit nimic pozitiv în procesul de compunere al acestui album. Doctorul meu mi-a spus că voi fi obosită, nu proastă. [...] Nu mă puteam concentra asupra niciunui aspect. Scriam o strofă și nu puteam scrie refrenul sau scriam refrenul dar nu reușeam să compun ante-refrenul. Nu puteam vorbi, Nu puteam gândi coerent, eram cu totul pe dinafară - doctorul a spus că voi fi obosită - dar sufeream, desigur, de insomnie. A fost greu.” Discul a devenit cel de-al zecele cel mai comercializat material discografic al anului 2004 la nivel mondial, în ciuda faptului că nu a fost promovat în Statele Unite ale Americii. Vânzările toatele ale albumului se ridică la peste zece milioane de exemplare, 1,2 milioane dintre unități fiind distribuite doar în Regatul Unit.
„Left Outside Alone” a fost succedat de promovarea înregistrării „Sick and Tired”, ce a devenit și ea un succes la nivel global, primind un discuri de aur în Australia, Germania și Norvegia. „Welcome to My Truth”, cel de-al treilea single, a devenit un șlagăr de top 10 în Spania, ocupând poziții notabile și în Danemarca, Italia sau Olanda. Un ultim cântec lansat în scop promoțional a fost „Heavy on My Heart”. Videoclipul a fost filmat în București, România și este, conform artistei: „cel mai emoționant videoclip filmat în întreaga sa carieră”. Toate câștigurile obținute de Anastacia din comercializarea înregistrării au fost donate unor fundații care luptă împotriva cancerului mamar.
La finele anului 2005 artista a lansat o compilație de tip Greatest Hits, intitulată Pieces of a Dream. Ea conține toate extrasele pe single promovate de Anastacia de-a lungul carierei sale, cu excepția imnului oficial al Campionatului Mondial de Fotbal 2002, „Boom”, care a intrat în clasamente din nouă țări, și al discului promoțional „Love Is a Crime”, care a ocupat primul loc în Billboard US Dance Club Songs în 2003. Alături de cele doisprezece cântece lansate de-a lungul anilor, au fost adăugate alte patru înregistrări noi („Everything Burns”, „Pieces of a Dream”, „I Belong to You” și „In Your Eyes”) și un megamix. De pe material au fost promovate primele trei compoziții incluse în premieră pe o colecție muzicală a artistei. „Everything Burns”, o colaborare cu solistul Ben Moody, s-a bucurat de succes major în țările vorbitoare de limbă germană și în Italia, unde a obținut clasări de top 10. Balada „Pieces of a Dream” s-a bucurat de succes în regiunile latine ale Europei, urcând până în vârful ierarhiei spaniole. Ultima lansare promoțională a constituit-o duetul cu artistul italian Eros Ramazzotti, „I Belong to You”, care este cel mai mare succes al albumului. Materialul constituie ultima colecție de cântece lansată de Anastacia sub patronajul casei de discuri Epic Records. O ediție reeditată a fost lansată în Regatul Unit în anul 2009, alături de o copertă diferită.

### 2007 — 2011: Contractul cu Universal Music și «Heavy Rotation»
După o perioadă de repaus din punct de vedere al activităților artistice, Anastacia a participat la concertul susținut în memoria Prințesei Diana pe data de 1 iulie 2007. În cadrul evenimentului, artista a interpretat o versiune proprie a operei rock „Jesus Christ Superstar”, în compania unui cor de muzică religioasă.

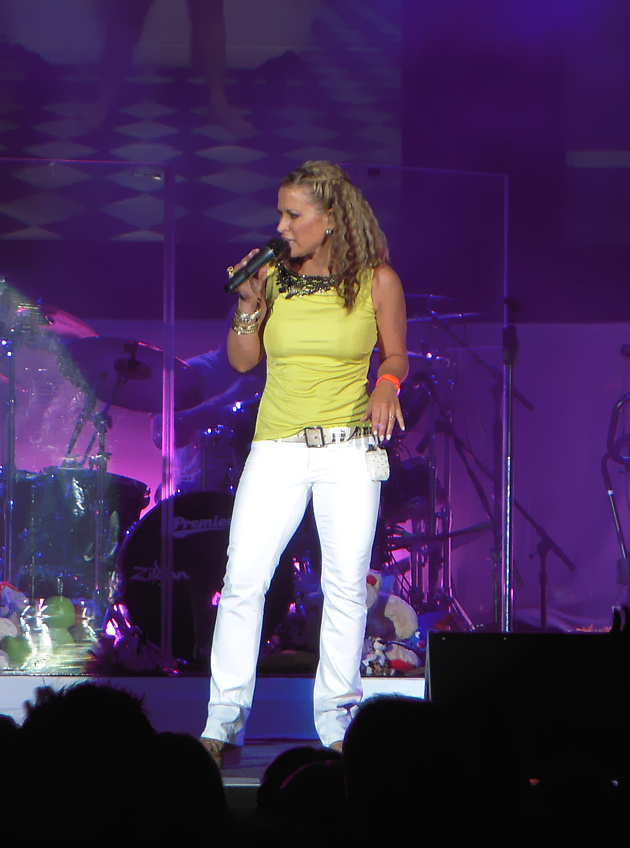
Anastacia în timpul unui recital din turneul Heavy Rotation.

În august 2007 Anastacia a dezvăluit informații conform cărora în anul 2008 va promova un nou album și va susține o serie de concerte. Pentru noul material solista a colaborat cu textieri și producători precum Ne-Yo, The Heavyweights, Lester Mendez, J. R. Rotem sau Rodney Jerkins. În cea de-a doua jumătate a anului 2008 a fost anunțată lansarea discului Heavy Rotation, ce a fost precedat de distribuirea extrasului pe single „I Can Feel You”. Premiera compoziției a avut loc pe data de 21 august 2008 la postul de radio BBC Radio 2 din Regatul Unit. Înregistrarea, la fel ca și materialul pe care este inclusă, a fost promovată sub egida Universal Music Group. „I Can Feel You” a devenit un eșec comercial la nivel european, în timp ce pe continentul australian a beneficiat de vânzări limitate. Singurele regiuni în care piesa a ocupat poziții notabile sunt Austria, Italia, Slovacia sau Suedia. Piesa a primit recenzii negative din partea criticilor, Nick Levine de la Digital Spy menționând că „Din păcate, 'I Can Feel You' nu este single-ul de care are nevoie pentru a marca întoarcerea de care are nevoie, după o perioadă lungă de pauză. Începe promițător, în stil funky disco groove, dar refrenului îi lipsește acel ceva care a transformat „Left Outside Alone” și „I'm Outta Love” în favoritele posturilor de radio.”, acordându-i două stele din cinci.
Heavy Rotation a avut un parcurs în clasamente similar cu cel al primului extras pe single. În teritorii precum Australia, Flandra, Franța sau Irlanda albumul nu a intrat în primele patruzeci de locuri ale ierarhiilor naționale. Cu toate acestea, în țări precum Austria, Elveția, Grecia, Italia sau Spania discul a obținut clasări asemănătoare cu predecesorii săi. Promovarea producției a fost continuată cu ajutorul extrasului pe single „Absolutely Positively”. Cântecul a devenit un nou eșec, fiind listat doar în clasamentele elvețiene, italiene și cele slovace. O ultimă compoziție a mai fost comercializată de pe Heavy Rotation, aceasta fiind „Defeated”, piesă ce a primit titulatura de disc promoțional.
Materialul s-a dovedit a fi mai puțin cunoscut decât predecesorii săi, însă artista consideră faptul că mai mulți interpreți au întâmpinat dificultăți în timp ce au schimbat casele de discuri. De asemenea, în opinia Anastaciei, criza economică din această perioadă a avut un impact puternic asupra performanțelor obținute de discul său. Pentru a-și face cunoscut albumul publicului larg, cântăreața a susținut un turneu de promovare, serie de concerte ce a inclus un spectacol susținut în București, România. În toamna anului 2009 solista a luat parte la grupul de recitaluri Here Come the Girls Tour ce a avut loc doar pe teritoriul Regatului Unit, alături de muzicienele Chaka Khan și Lulu.
În vara anului 2010 Anastacia a devenit unul din jurații emisiunii britanice Don't Stop Believing, concurs inspirat de serialul muzical de comedie-dramă Glee. Alături de cântărețul rus Dima Bilan ea înregistreză cântecul „Safety”, interpretat pentru prima dată la Premiile Muzicale Muz-TV de la Moscova din iunie 2010. La data de 13 august, Anastacia a anunțat că va colabora cu cântăreața belgiană Natalia Druyts pentru un turneu comun, Natalia Meets Anastacia, susținând șase concerte la Sportpaleis din Belgia. Pe 17 august, Natalia și Anastacia au colaborat la piesa „Burning Star”, lansată la 17 septembrie 2010. Pe 13 noiembrie Anastacia devine primul cântăreț internațional care susține un concert în Republica Turcă a Ciprului de Nord. În februarie 2011, Anastacia a susținut un recital în deschiderea concertului susținut de Gigi D'Alessio la Radio City Music Hall din New York. În noiembrie 2011 a ținut un concert la Madrid în cadrul conferinței SAP Sapphire.

### 2012–prezent: «It's a Man's World», șiResurrection

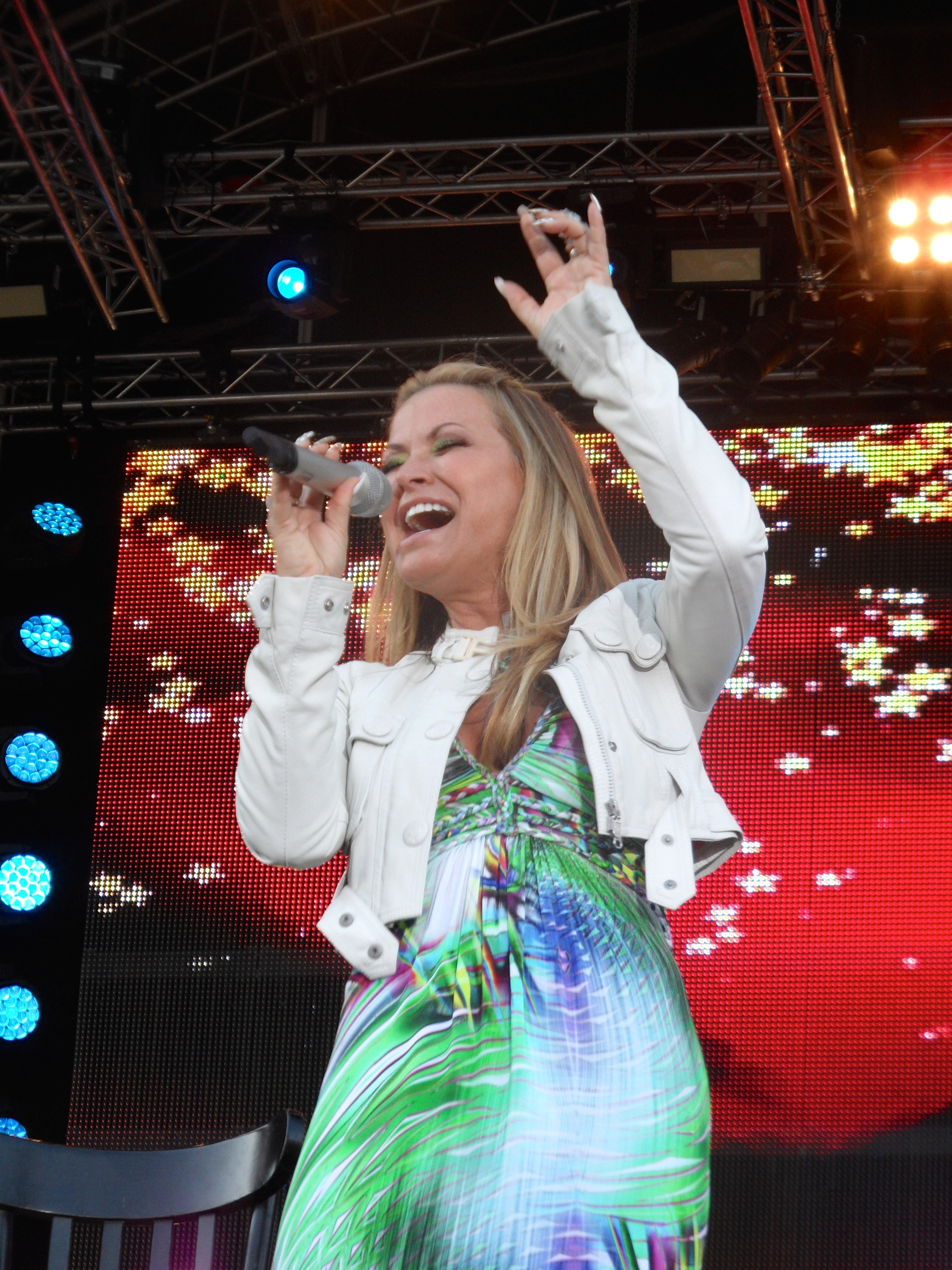
Anastacia concertând în Germania (2014)

În iunie 2012, Anastacia a fost unul din jurații invitați la cel de-al nouălea sezon al The X Factor UK care au luat parte la preselecțiile din Glasgow alături de Louis Walsh, Gary Barlow și Tulisa Contostavlos. Apariția din cadrul emisiunii a fost apreciată, impresionându-i pe producători și dând drumul speculațiilor conform cărora ea ar deveni cel de-al patrulea nou jurat. Anastacia se vede nevoită să refuze contractul, motivându-și decizia prin faptul că ea avea deja stabilit în perioada de iarnă turneul european Night of the Proms, precum și lansarea unui album independent de coveruri.
În iulie 2012, Anastacia a anunțat pe pagina sa de Twitter (și pe cea de Facebook) că va lansa un nou single pentru una din reclamele companiei Škoda Auto. Ea a interpretat pentru prima dată cântecul "What Can We Do (Deeper Love)" pe 10 iulie la festivalul de Jazz de la Montreaux, Elveția. Ea a lansat în februarie 2013 și videoclipul piesei, tot prin intermediul rețelelor de socializare.
La 17 septembrie s-a anunțat faptul că Anastacia a semnat un contract cu "BMG Masters Model" pentru serviciul BMG Rights Management și cu Rough Trade Distribution. Această înțelegere cuprinde lansarea a două albume: It's a Man's World, o colecție de coveruri după artiști masculini lansată pe 9 noiembrie 2012, urmată de un album cu conținut original.
În lunile noiembrie și decembrie ale anului 2012, Anastacia a luat parte la seria de concerte anuale Night of the Proms, care se țin în Belgia, Olanda și Germania, concerte care combină muzica clasică cu șlagăre pop. La 2 februarie 2013, Anastacia a transmis fanilor de pe Twitter că într-o săptămână va începe să compună cântece pentru următorul album de studio.

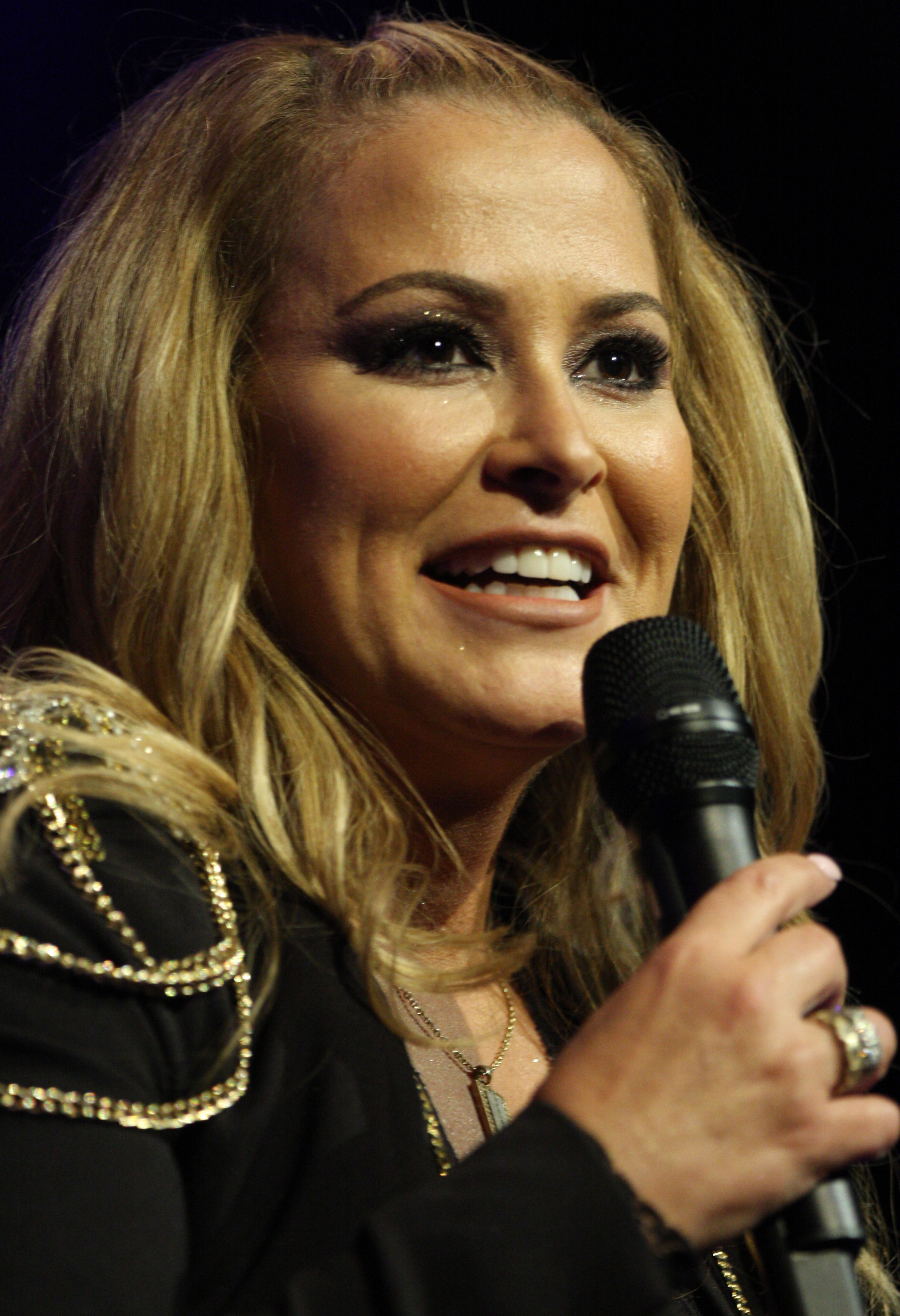
Anastacia în cadrul turneului Resurrection (2015)

La 27 februarie 2013, Anastacia a anunțat că a fost forțată să-și anuleze turneul european din cauză că a fost diagnosticată pentru a doua oară cu cancer la sân. La 30 iulie 2013, Anastaciei i s-a transmis pentru a doua oară faptul că a scăpat de cancer la sân, scriind pe twitter că a scăpat permanent de cancer. La 1 octombrie 2013 Anastacia a dat un comunicat de presă prin care menționat că și-a făcut o dublă mastectomie. Datorită eforturilor caritabile depuse în avertizarea privind prevenirea cancerului  la sân, Anastacia a devenit a doua femeie căreia i s-a acordat Premiul Umanitar din partea revistei GQ pentru bărbați, în 2013. Anastacia a confirmat mai târziu pe Twitter că ea înregistrează și compune cântece pentru cel de-al șaselea album de studio, lucrând cu producători precum John Fields și Steve Diamond. A mai menționat că se va întoarce la stilul „sprock”.
Albumul, intitulat Resurrection, a fost lansat în mai 2014 și s-a bucurat de succes critic și comercial, fiind al șaselea album care se clasează în top zece albume în Italia și al cincilea în top zece album din Regatul Unit. Acesta s-a mai clasat în top cinci albume din Elveția și Germania și top zece albume din Olanda. Piesa principală a albumului, „Stupid Little Things”, a fost lansată pe 4 aprilie. Deși s-a bucurat de un succes modic, ajungând în top zece piese din Belgia și top 20 din Italia, criticii i-au acordat recenzii favorabile. Printre aceștia s-au aflat și Brad Stern de la MTV care a numit-o una din cele „top 5 cântece pop ale săptămânii!”, considerând-o o „revenire în formă” pentru „prințesa pop și totodată dovada că Anastacia este cu adevărat o supraviețuitoare”, după cea de-a doua bătălie avută cu cancerul la sân. Pe data de 12 aprilie a aceluiași an Anastacia a primit premiul Germen Radio Regenbogen pentru „caritate și divertisment”. Pe 23 iunie Anastacia a anunțat că din cauza unei operații de hernie de disc nu își va putea promova albumul pentru mai multe săptămâni. A revenit cu un turneu de promovare care s-a ținut în mai multe orașe ale Europei, capul de afiș fiind cel de la Manchester Pride care a fost apreciat de critici. Anastacia a fost numită unul din jurații emisiunii de talente Rising Star, varianta germană, însă emisiunea a fost anulată devreme din cauza ratingurilor mici.
În noiembrie Anastacia a pornit în Turneul Resurrection, fiind pentru prima dată când ține un concert în Australia. În cadrul acestui turneu a susținut și un concert la București la 4 noiembrie 2015. În același timp Anastacia a semnat un nou contract cu Sony, anunțând și lansarea unei compilații.
Ultimate Collection a fost lansat în octombrie și a ajuns până în top zece albume din clasamentul Regatului Unit, fiind al șaselea album care reușește această performanță. Până în 2015 a vândut peste 30 de milioane de albume la nivel mondial. În aceeași lună Anastacia a participat la Gala Copiilor pentru Pace de la Spazio Novecento din Roma unde a primit premiul special dedicat artiștilor.
La 19 august 2016, Anastacia a anunțat că va participa la Strictly Come Dancing, varianta britanică a Dancing with the Stars  A declarat că își va dona onorariul pentru o organizație caritabilă care se ocupă de descoperirea unui tratament pentru cancer la sân.

## Vocea, genurile muzicale abordate și influențele
Vocea și influențele

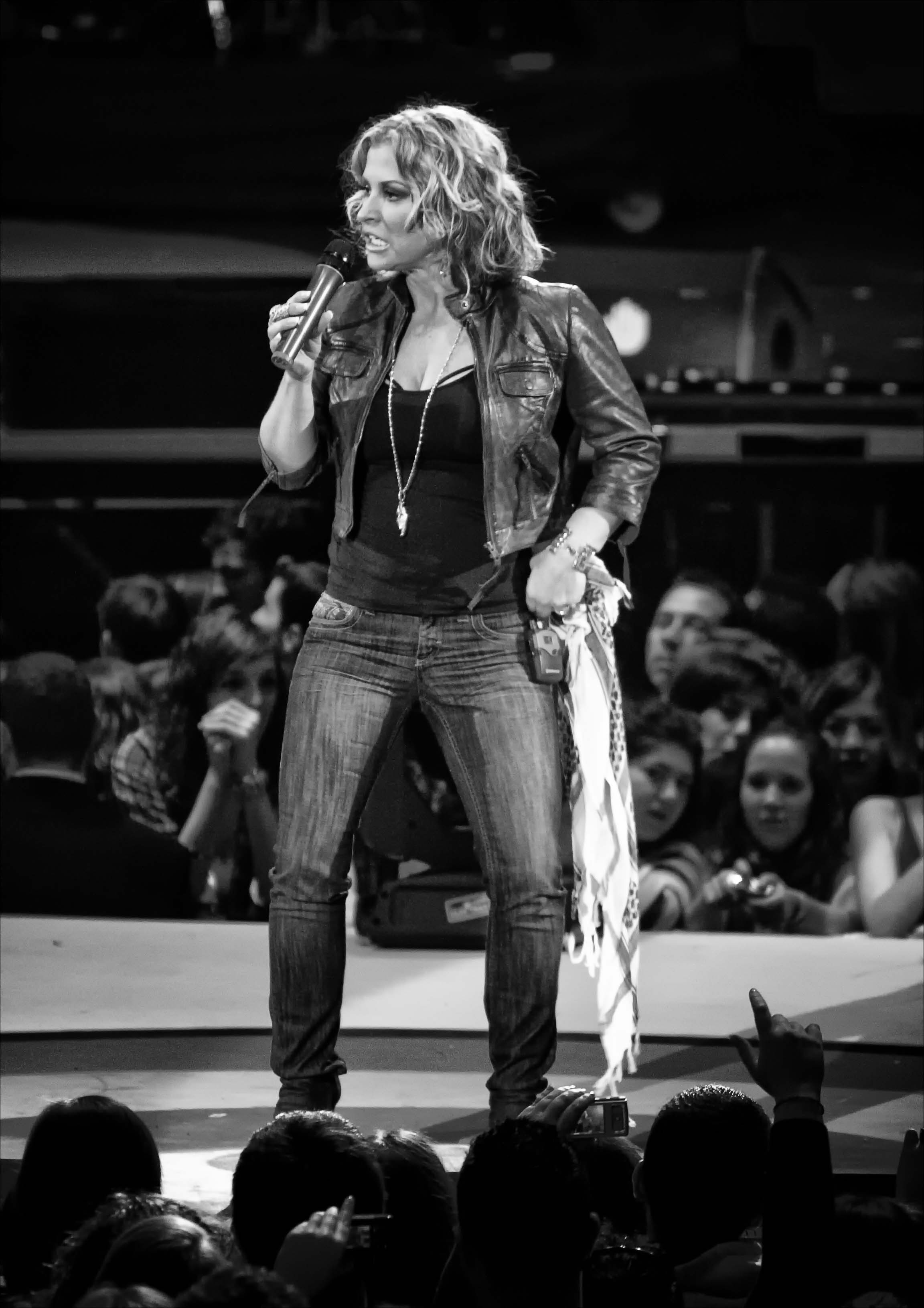
Anastacia pe scena galei spaniole Premios 40 Principales (12 decembrie 2008).

Vocea Anastaciei este încadrată în grupul sopranelor dramatice. Artista este cunooscută pentru vocea sa puternică, gravă și abilitatea de a atinge note muzicale înalte prin intermediul vocii sale de piept. Interpreta a afirmat faptul că le admiră pe solistele Mariah Carey și Celine Dion, acestea fiind, în viziunea sa, „artiști adevărați”. De asemenea, Carey s-a declarat impresionată de vocea Anastaciei și de albumul său, Not That Kind, felicitând-o pentru acestea. Conform bazei de date muzicale allmusic, persoanele ce i-au influențat cântăreței stilul muzical sunt Aretha Franklin, Tina Turner sau Martha Wash, chiar primul său single fiind comparat cu înregistrările lui Franklin.
Conform allmusic, „Anastacia posedă o voce puternică și expresivă [...] pe care mulți textieri și producători au folosit-o în îmbunătățirea cântecelor R&B, dance sau funk”, concluzionând: „în momentul în care își deschide gura începe să îți aducă aminte de cântărețe precum Aretha Franklin - [...] ea beneficiază de un mare talent care ar trebui să conteze la ceva”. Vocea posedată de interpretă este considerată de MTV Asia „un miracol”, întrucât ea este specifică persoanelor de culoare. De asemenea, Anastacia este considerată de unii fani „o Janis Joplin modernă” în timp ce The New York Times o socotește ca fiind un artist charismatic și un „fenomen vocal”.
Stilul muzical și temele abordate
Cântecul de debut al artistei, „I'm Outta Love”, combină elementele muzicale din muzica dance și cea funk. Muzica realizată de Anastacia și inclusă pe albumele Not That Kind și Freak of Nature se încadrează în genul pop, însă majoritatea compozițiilor de pe acestea includ influențe din stiluri diferite. Spre exemplu, piesa ce dă titlul materialului de debut posedă elemente muzicale specifice muzicii blues sau R&B. De asemenea, în cadrul înregistrării „Cowboys & Kisses” solista exporează orizonturile unor stiluri precum country sau rock, aspect ce reflectă diversitatea muzicii sale. Cel de-al doilea disc al solistei include piesa „One Day in Your Life”, care o readuce pe Anastacia pe teritoriul muzicii disco, abordate pe „I'm Outta Love”.
În urma experienței trăite datorită cancerului mamar, Anastacia a simțit nevoia de a se reinventa, dând naștere stilului „sprock”. Acesta constituie o alăturare de elemente muzicale specifice muzicii pop, rock și celei soul. Cel de-al treilea album, Anastacia, este dominat de acest stil, la el adăugându-se influențele muzicii R&B prezente pe înregistrări precum „Pretty Little Dum Dum” sau „Sick and Tired”. Aceste influențe sunt mult mai des folosite pe cel de-al patrulea material discografic de studio, Heavy Rotation. Primul disc single, „I Can Feel You”, a fost compus de interpretul Ne-Yo, acesta punându-și amprenta pe linia melodică a înregistrării. De asemenea, compoziția „Same Song” a fost comparată cu piesele interpretate de britanica Amy Winehouse, solistă de muzică jazz și blues.

## Turnee

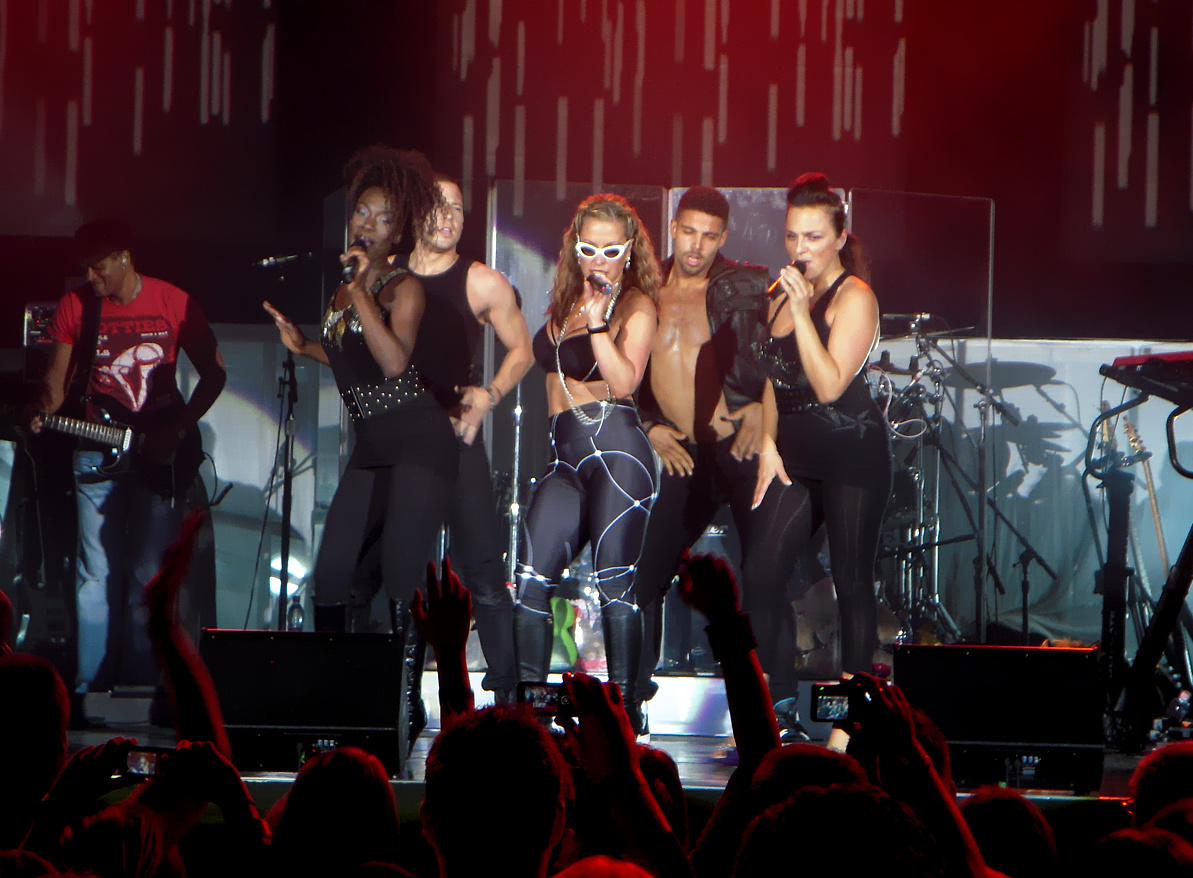
Anastacia în timpul unui concert susținut în anul 2009.

- Live at Last s-a desfășurat pe parcursul anilor 2004 și 2005, Anastacia susținând peste optzeci de concerte pe teritoriul Europei.[154][155][156][157] Turneul a început pe data de 25 septembrie 2004 în Rotterdam, Olanda pe arena Ahoy Rotterdam.[158] Seria de concerte a fost realizată în scopul promovării albumului Anastacia.[159] Seria inițială a interpretărilor a fost prelungită cu peste treizeci și trei de concerte, această parte a turneului fiind intitulată „Anastacia is back... Live at Last Tour”.[156] Ultimul fragment al grupului de recitaluri a primit denumirea de „The Encore Tour”, artista vizitând țări precum Croația, Monaco sau Slovacia în intervalul de timp dedicat acestor manifestații.[96][157]
- Heavy Rotation, cel de-al doilea turneu al artistei s-a desfășurat pe o perioadă de patru luni, în vara anului 2009.[160] De-a lungul acestui interval, solista a susținut treizeci de cinci de recitaluri, vizitând teritorii precum Danemarca, Finlanda, Germania, Republica Cehă sau România, țară unde Anastacia a concertat pentru prima dată.[108][160] În cadrul unui recital susținut în Praga, Cehia, interpreta a fost acompaniată pe scenă de mama sa, Diane Hurley, cele două interpretând în duet înregistrarea „In Your Eyes”.[161] Recitalurile au fost apreciate într-un mod pozitiv de critica de specialitate, The Guardian, susținând: „În cazul în care dorești subtilitate, caută altundeva, dar pentru divertisment simplu și realizat cu suflet ea [Anastacia] este fata la care trebuie să mergi”.[162]
- Here Come the Girls este o serie de recitaluri susținute de artistă pe teritoriul Regatului Unit, alături de interpretele Chaka Khan și Lulu.[163] Primul concert a avut loc pe data de 21 noiembrie 2009 pe arena Usher Hall din Edinburgh, Scoția[163]. Seria de recitaluri s-a încheiat pe data de 21 decembrie 2009, în Belfast, Irlanda de Nord.[163]

### Anastacia în România
Anastacia a vizitat pentru prima dată România la finele lunii noiembrie a anului 2004, în scopul filmării unui videoclip pentru înregistrarea „Heavy On My Heart”, ultimul disc single al albumului Anastacia. Artista s-a declarat mulțumită de rezultat, considerând „Heavy On My Heart” „cel mai emoționant clip filmat vreodată”.
La cinci ani distanță, în 2009, cântăreața s-a întors în România pentru a susține un concert. Recitalul face parte din turneul Heavy Rotation, prin care solista și-a promovat materialul cu același nume. Interpretarea a avut loc pe data de 1 septembrie 2009 la Sala Polivalentă din București. Artista a declarat faptul că și-a dorit întotdeauna să se întoarcă în România în timpul unui turneu. Pe parcursul concertului solista a schimbat cinci ținute de scenă, totul desfășurându-se în fața unei audiențe de aproximativ 2000 - 3000 de spectatori. Recitalul a început cu interpretarea cântecului „The Way I See It”, ce face parte de pe albumul Heavy Rotation, fiind și pentru prima dată când Anastacia a prezentat această compoziție publicului în cadrul turneului. În timpul dedicat susținerii celui de-al doilea cântec, „One Day in Your Life”, solista a acuzat o serie de probleme cu vocea, însă spectacolul a continuat precum a fost stabilit inițial. De asemenea, muziciana a inclus un moment special dedicat lui Michael Jackson. Concertul a fost deschis de interpreta Claudia Pavel, care și-a promovat prin intermediul evenimentului albumul Wrong Girl for That.

## Activități non-muzicale
Anastacia by s. Oliver
La finele anului 2006 Anastacia a lansat o linie vestimentară intitulată „Anastacia by s. Oliver”. Creațiile au fost realizate în colaborare cu firma germană de îmbrăcăminte s. Oliver. Artista s-a declarat încântată de rezultat, motivând faptul că promovarea unei colecții de haine reprezenta o dorință pe care dorea să o realizeze. Astfel, ea declară: „De multă vreme am dorit să îmi creez propria mea linie vestimentară, dar am așteptat pentru partenerul ideal. s. Oliver și-a făcut apariția la timpul potrivit. Am reușit să ne cunoaștem reciproc și am ajuns la concluzia că avem aceleași idei în legătură cu imaginea [liniei] «Anastacia by s. Oliver» și că ne putem organiza împreună. Există mai multe aspecte ce trebuie luate în considerare când realizezi o colecție de îmbrăcăminte: ce tendințe există, ce culori, ce fabrici, ce stiluri .. De aceea sunt fericită pentru munca mea cu echipa de design a [companiei] s. Oliver merge atât de bine și implementează toate aceste teme. De exemplu, eu sunt de părere că este foarte important ca hainele mele să poată fi purtate în funcție de măsuri”.
Colecția reflectă stilul personal și versatilitatea Anastaciei, imaginea creată fiind una senzuală, feminină și sexy. Un compact disc editat într-o ediție limitată și intitulat „Welcome to My Style” a fost oferit gratuit clienților ce cumpărau produse cu semnătura artistei a căror valoare totală trebuia să depășească suma de șaizeci de euro. „Anastacia by s. Oliver” a lansat și o colecție limitată, numită „Limited Luxury”, aceasta fiind disponibilă spre comercializare doar în anumite țări. Ediția a fost pusă în vânzare începând cu data de 2 noiembrie 2007.
Parfumul „Resurrection”
În luna ianuarie a anului 2007 a avut loc lansarea oficială a primului parfum marca Anastacia, „Resurrection”. Produsul nu a fost oferit lanțurilor de magazine spre vânzare, el fiind disponibil doar prin intermediul unor comenzi efectuate online. Produsul a fost creat conform dorințelor artistei, fiind armonizat cu personalitatea sa.

## Imaginea

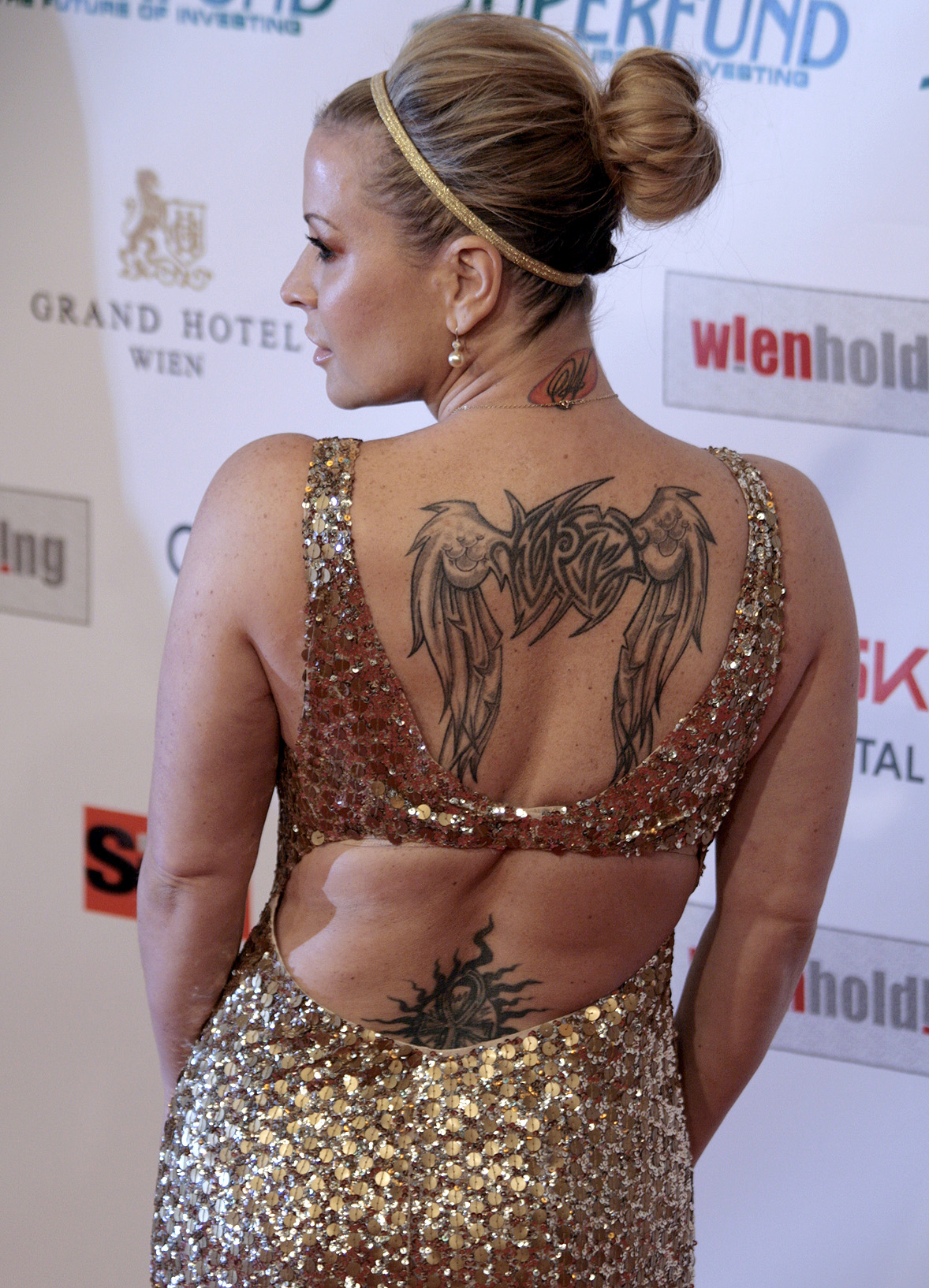
Anastacia la gala premiilor Women's World Awards 2009. În fotografie sunt vizibile tatuajele artistei, care i-au adus cântăreței un plus de notorietate.

Anastacia este considerată un model cultural în Asia, Europa și Oceania, unde a devenit cunoscută prin intermediul vocii sale. În ciuda succesului comercial și al aprecierilor critice, artista nu reprezintă un nume important pe piața muzicală nord-americană.
La începutul carierei sale, solista a fost nevoită să-și ascundă vârsta reală, declarându-se cu patru ani mai tânără. Acest lucru a fost dezvăluit în urma semnării contractului cu Unversal Music, interpreta declarând: „Îmi pare bine că Universal, casa de discuri, nu s-a opus dorinței mele de a-mi dezvălui vârsta reală”. Datorită acestui aspect, vestea conform căreia artista era diagnosticată cu cancer mamar a părut mult mai șocantă pentru fanii săi.
De asemenea, Anastacia este cunoscută pentru tatuajele sale. În partea de jos a spatelui ea posedă simbolul egiptean Ankh, ce sugerează longevitatea vieții. Această inscripție este vizibilă și pe coperta primului său disc single, „I'm Outta Love”. Un alt tatuaj îl constituie desenul ce prezintă aripile unui înger, acesta fiind surprins și pe coperta cântecului „I Can Feel You”. Aceleași simboluri sunt vizibile și în videoclipul înregistrării amintite sau în broșura albumului Heavy Rotation.
A colaborat cu Dolce & Gabbana la realizarea ochelarilor, costumelor și ceasurilor pe care le poartă în public. Ochelarii, marca Blumarine, au fost proiectați de Anna Molinari, care i-a creat și costumațiile de la turneul din 2004. Mai poartă costume create de Roberto Cavalli.
A suferit o intervenție chirurgicală lasik în 2005.

## Filantropie
De-a lungul anilor săi de activitate artistică, Anastacia s-a implicat într-o serie de proiecte caritabile. În anul 2003 interpreta a fost invitată să ia parte la spectacolul umanitar 46664, organizat de fostul lider al Africii de Sud, Nelson Mandela. Concertul avea drept scop informarea asupra problemelor cauzate de boala SIDA. Alături de solistă pe scena evenimentului au mai activat formații precum U2 sau Queen, cântăreața participând și la compunerea piesei „Amandla”. Artista a fost prezentă la alte evenimente similare, cu scop similar, printre acestea amintind: Live Ball 2006 sau înregistrarea unui cântec alături de Annie Lennox și alte douăzeci și două de muziciene notorii. Din colaborarea sa cu Lenox a rezultat discul single „Sing”, ce a fost lansat pe data de 1 decembrie 2007.
De asemenea, Anastacia s-a impicat și în proiecte ce vizau promovarea problemelor cu care se confruntă copii nevoiași, ea fiind prezentă la evenimente precum Make a Difference and Challenge for the Children sau Divas II, un concert organizat în scopuri caritabile susținut în Dublin, Irlanda.
După ce a fost diagnosticată cu cancer mamar, artista pus bazele organizației umanitare The Anastacia Fund. Fundația are drept scop informarea femeilor asupra importanței pe care o prezintă realizarea unor mamografiile de rutină la persoanele mai tinere de treizeci și cinci de ani. Cu ajutorul website-ului de cumpărături online eBay, solista a scos la vânzare o serie de costumații și articole vestimentare utilizate în timpul concertelor sale, procente considerabile obținute din aceste distribuiri fiind virate în conturile organizației de Cercetare a Cancerului mamar (The Breast Cancer Research Foundation). De asemenea, ultimul extras pe single de pe primul album lansat în urma recuperării sale, „Heavy On My Heart” a fost folosit pentru a aduce noi beneficii financiare fundației. Toate câștigurile obținute de solistă din comercializarea piesei au fost donate acestei asociații, compoziția însăși având ca temă intervalul de timp în care aceasta a suferit din cauza cancerului la sân.

## Viața personală
Perioada cancerului mamar
În luna ianuarie a anului 2003 Anastacia a fost diagnosticată cu cancer mamar în timpul unei mamografii de rutină, realizate în scopul unei operații de reducere a bustului. Această intervenție chirurgicală se datora faptului că artista prezenta o serie de probleme cu spatele. La scurt timp ea a început tratamentele și ședințele de chimioterapie. După vindecarea completă, solista a inițiat o fundație intitulată „The Anastacia Fund” (în limba română: „Fundația Anastacia”), al cărei scop îl constituie informarea femeilor asupra importanței pe care le prezintă mamografiile de rutină la persoanele mai tinere de treizeci și cinci de ani.
Cel de-al treilea album al artistei, denumit după sine, a fost inspirat din această perioadă. În muzica pop promovată înaintea acestui interval au intervenit elemente ale muzicii rock sau ale celei soul — stilul astfel rezultat fiind denumit de interpretă „sprock”. Contrar acestor lucruri, în compunerea celui de-al patrulea disc cu material de studio, Anastacia a evitat să folosească elemente muzicale specifice muzicii rock deoarece nu a dorit să le amintească fanilor de această perioadă. Despre aceste aspecte solista a declarat următoarele: „în timp ce lucram la cel de-al patrulea album, nu eram sigură dacă mai voiam să cânt rock pentru că m-am gândit că acest lucru le va aminti fanilor mei de cancer, m-am temut că o să-i aduc înapoi în timp, într-o perioadă atât de tristă, așa că nu am folosit prea mult rock pe ultimul meu album. Dar asta nu va fi și alegerea mea pentru viitor”.
Viața de cuplu
Prima relație oficială a solistei a fost cu actorul Shawn Woods, pe care interpreta l-a descris în acea perioadă ca „dragostea vieții sale”. După o relație de șase ani, cei doi s-au despărțit în mod oficial. Conform publicațiilor din acea perioadă, Anastacia a aflat de faptul că Woods i-a fost infidel, acest incident reprezentând și principala sursă de inspirație a cântecului său „Why'd You Lie To Me”, ce are ca temă centrală infidelitatea.
În martie 2006 cotidianul The Sun dezvăluia informații conform cărora artista s-ar fi îndrăgostit de bodyguradul ei, Wayne Newton. Același ziar afirma faptul că Newton a părăsit-o pe logodnica sa, Lorraine Elston, cu care acesta are doi copii, pentru a forma un cuplu cu solista americană. De asemenea, Newton a declarat faptul că „relația sa cu Anastacia a trecut de la una profesională la una de prietenie”, în timp ce solista a decis să nu comenteze situația. La mai mult de un an de zile de la eveniment, pe data de 21 aprilie 2007, cei doi și-au oficializat relația în capitala Mexicului, Ciudad de México. În aprilie 2010 s-a confirmat faptul că cei doi au depus o cerere pentru divorț.

## Discografie
Sursă:
| Albume - 2000: Not That Kind - 2001: Freak of Nature - 2004: Anastacia - 2005: Pieces of a Dream - 2008: Heavy Rotation - 2012: It's a Man's World - 2014: Resurrection - 2015: Ultimate Collection | DVD-uri - 2002: The Video Collection - 2005: Live at Last |

| Single-uri - 1993: One More Chance - 1993: Forever Luv (duet with David Morales) - 1998: Mi Negra, Tu Bombón (duet with Omar Sosa) - 1998: Not That Kind - 1999: Tienes Un Solo (duet with Omar Sosa) - 1999: I'm Outta Love - 2000: Saturday Night's Alright for Fighting (duet with Elton John) - 2001: Let It Be (duet with Paul McCartney, Anastacia other artists) - 2001: I Ask of You (duet with Luciano Pavarotti) - 2001: What More Can I Give (duet with Michael Jackson and other artists) - 2001: Love Is Alive (duet with Vonda Shepard) - 2001: 911 (duet with Wyclef Jean) - 2001: Cowboys And Kisses - 2001: Made For Lovin' You - 2001: Paid My Dues - 2002: One Day in Your Life - 2002: Boom - 2002: Why'd You Lie To Me - 2002: You'll Never Be Alone - 2002: I Thought I Told You That (duet with Faith Evans) - 2002: You Shook Me All Night Long (duet with Celine Dion) - 2002: Bad Girls (duet with Jamiroquai) - 2003: Love Is a Crime - 2003: We Are the Champions, We Will Rock You, Amandla (duet with Queen, Beyoncé, Bono, Cast and David A. Stewart) | - 2004: Left Outside Alone - 2004: Sick And Tired - 2004: Welcome To My Truth - 2004: Heavy On My Heart - 2004: I Do (duet with Sonny Sandoval) - 2005: Everything Burns (duet with Ben Moody) - 2005: Pieces Of A Dream - 2006: I Belong To You (duet with Eros Ramazzotti) - 2007: Sing (duet with Annie Lennox and other artists) - 2008: I Can Feel You - 2008: Absolutely Positively - 2009: Holding Back the Years (duet with Simply Red) - 2009: Defeated - 2009: Stalemate (duet with Ben's Brothers) - 2010: Safety (duet with Dima Bilan) - 2010: Burning Star (duet with Natalia Druyts) - 2011: What Can We Do (A Deeper Love) (duet with Tiësto) - 2012: If I Was Your Boyfriend (duet with Tony Moran) - 2012: Dream on - 2012: Best Of You - 2014: Stupid Little Things - 2014: Staring at the Sun - 2014: Lifeline - 2015: Take This Chance - 2015: Army of Me |

## Filmografie
Sursă:
| An   | Film/TV               | Rol       | Note                                   |
| ---- | --------------------- | --------- | -------------------------------------- |
| 2001 | Ally McBeal           | Ea însăși | Episoade: „The Getaway” și „Queen Bee” |
| 2002 | I Love the '80s       | Ea însăși |                                        |
| 2009 | X Factor Italia       | Ea însăși | Jurat invitat                          |
| 2009 | Panelák               | Ea însăși | serial tv slovac; episodul 290         |
| 2010 | Don't Stop Believing  | Ea însăși | Jurat                                  |
| 2012 | All You Can Dream     | Anastacia | Film italian                           |
| 2012 | The X Factor          | Ea însuși | Jurat invitat                          |
| 2016 | Strictly Come Dancing | Ea însăși | Concurent                              |